# Polyzoa atlantica
Polyzoa atlantica is een zakpijpensoort uit de familie van de Styelidae. De wetenschappelijke naam van de soort is voor het eerst geldig gepubliceerd in 2009 door Sanamyan et al..